# Манаслу
Манаслу (неп. मनास्लु, також відома, як Кутанґ) — гора у Непалі, восьма за висотою вершина світу. Знаходиться у гірському масиві Мансірі-Гімал в Гімалаях, на схід від Аннапурни. Вершина гори суттєво піднімається над прилеглою місцевістю і є добре помітною здалеку.

## Загальні відомості
Назва вершини походить від слова Манаса, що на санскриті означає «гора духів.»
Перше успішне сходження на Манаслу здійснили японець Тошіо Іманіші і шерпа Ґьялзен Норбу 9 травня 1956 року. 10 квітня 1972 року гірська лавина на висоті 6950 м накрила табір корейської експедиції, що намагалася підкорити вершину. Усі 15 учасників експедиції загинули.
Український альпініст Владислав Олександрович Терзиул в 2001 році першим піднявся на вершину Манаслу по південно-східному ребру.
На честь гори названо астероїд 6918 Манаслу.